# Shabtai Rosenne
Shabtai Rosenne (en hebreo: שבתאי רוזן‎) (Londres, Reino Unido, 24 de noviembre de 1917-Jerusalén, Israel, 21 de septiembre de 2010) fue profesor de derecho internacional y diplomático israelí. Fue el principal erudito de la Corte Mundial – la Corte Permanente de Justicia Internacional y la Corte Internacional de Justicia –  y tenía una experiencia ampliamente reconocida en derecho de tratados, responsabilidad estatal, legítima defensa, Convención de las Naciones Unidas sobre el Derecho del Mar y otras cuestiones del derecho internacional. En junio de 2010, fue designado miembro de la Comisión Turkel para Examinar el Incidente Marítimo del 31 de mayo de 2010.

## Biografía
Sefton Wilfred David Rowson (más tarde Shabtai Rosenne) nació en Londres, Reino Unido, hijo de Harry Rowson. En 1938, Rosenne completó sus estudios académicos en derecho en la Universidad de Londres, estudiando derecho marítimo. En 1959, obtuvo un doctorado de la Universidad Hebrea de Jerusalén.
Sirvió de 1940 a 1946 en la Real Fuerza Aérea. Luego trabajó en el Departamento Político de la Agencia Judía, inicialmente en Londres y posteriormente en Jerusalén, durante dos años. Estuvo casado con Esther Schultz, tuvieron dos hijos, Jonathan y Daniel. Rosenne falleció de un infarto en Jerusalén el 21 de septiembre de 2010 a la edad de 92 años

### Carrera diplomática
Con la proximidad del fin del Mandato Británico, Rosenne fue nombrado para la Secretaría Legal del Comité de Situación, que ayudó a crear el aparato administrativo del Estado de Israel. Después de la declaración del Estado, se unió al Ministerio de Relaciones Exteriores de Israel y entre 1948 a 1967, se desempeñó como Asesor Jurídico de dicho ministerio. Entre otras cosas, fue miembro de la delegación israelí en los Acuerdos de Armisticio de 1949. También fue miembro de la Comisión de Derecho Internacional establecida por la Organización de las Naciones Unidas de 1962 a 1971, y fue miembro del Institut de Droit International desde 1963.

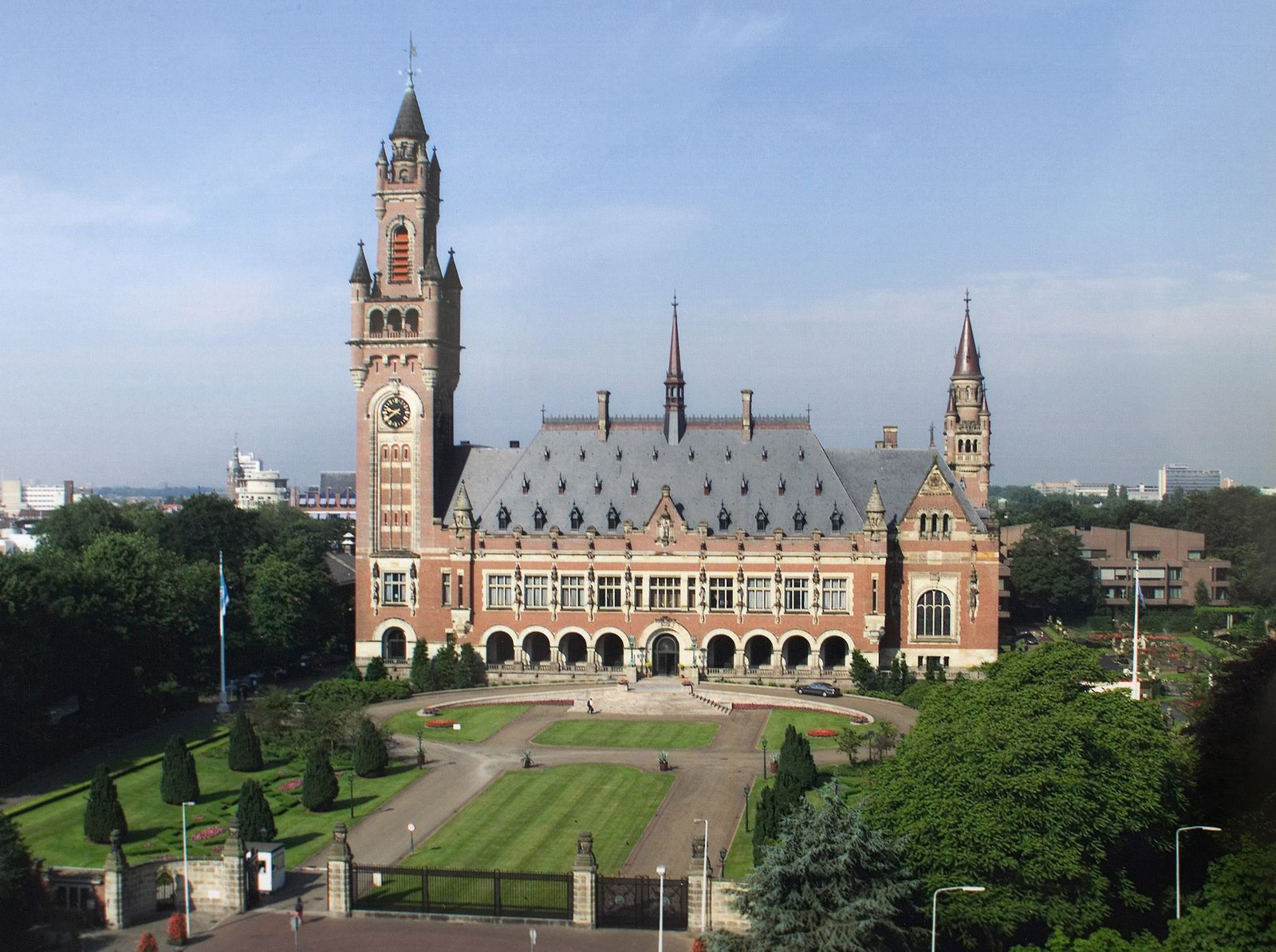
Sede de la Corte Permanente de Arbitraje: el Palacio de la Paz ("Vredespaleis") en La Haya

En 1960, fue nombrado al rango de Embajador. Se desempeñó como Representante Permanente Adjunto de Israel ante las Naciones Unidas en Nueva York de 1967 a 1971, y Representante Permanente de Israel ante las Naciones Unidas y otras organizaciones internacionales en Ginebra de 1971 a 1974. En 1972 se le envió una carta bomba, que fue desactivada. Fue nombrado embajador general en 1974.
Fue Vicepresidente de la Delegación en la Primera y Segunda Conferencia de las Naciones Unidas sobre el Derecho del Mar, y de 1973 a 1982 fue Presidente de la Delegación en la Tercera Conferencia de las Naciones Unidas sobre el Derecho del Mar y miembro del Comité de Redacción de la UNCLOS.
En 1993, actuó como principal asesor legal de Serbia. De 1994 a 1996 fue miembro de la Corte Permanente de Arbitraje de La Haya. También fue miembro del Comité Directivo de la Corte.

### Carrera académica
Regresó a Gran Bretaña y dio clases de derecho internacional y derecho naval en el Royal Naval College de Greenwich, Londres, de 1946 a 1947. Rosenne enseñó en la Academia de Derecho Internacional de La Haya en 1954 y 2001. Se convirtió en miembro del Instituto de Derecho Internacional en 1963.
Después de dejar el servicio público, Rosenne se convirtió en miembro de la facultad (con el rango de Profesor) en la Universidad Bar Ilan. También enseñó en la Rhodes Oceans Academy en Grecia, como profesor de Ciencias Jurídicas en la Universidad de Cambridge, profesor en la Universidad de Utrecht y profesor invitado de derecho internacional en la Universidad de Amsterdam y la Universidad de virginia.
En 2001, después de que Rosenne fuera invitado a impartir su Curso general sobre las perplejidades del derecho internacional moderno, se convirtió en miembro de la Academia de Derecho Internacional de La Haya. También se desempeñó como consultor de varios gobiernos, incluidos los de Estados Unidos y Yugoslavia (en el caso del Genocidio de Bosnia) ante la Corte Internacional de Justicia (CIJ), y de Japón y Surinam en sus Arbitrajes en el Centro Internacional de Arreglo de Diferencias Relativas a Inversiones y la Corte Permanente de Arbitraje, respectivamente.

### Comisión de Investigación de Turkel
El 14 de junio de 2010, Rosenne fue nombrado miembro de la Comisión de Investigación Turkel pública independiente especial sobre el incidente del 31 de mayo del 2010.
La comisión se estableció para investigar si las acciones de Israel para impedir la llegada de barcos a Gaza estaban de acuerdo con el derecho internacional. Su enfoque incluía las consideraciones de seguridad para imponer un bloqueo naval en la Franja de Gaza; la conformidad del bloqueo naval con las normas del derecho internacional; la conformidad de las acciones durante el allanamiento a los principios del derecho internacional; y las acciones realizadas por quienes organizaron y participaron en la flotilla y sus identidades.

## Premios y reconocimientos
- En 1960 fue galardonado con el Premio Israel, en Jurisprudencia.[16]
- En 1994 fue honrado por la Sociedad Estadounidense de Derecho Internacional y ha sido elegido para servir como su presidente honorario.
- En 1994 también fue honrado con el Premio Sharett.[5]
- En 1999 recibió la Medalla Manley O. Hudson de Derecho Internacional y Jurisprudencia.[5]
- En 2004 recibió el Premio de La Haya de Derecho Internacional.
- En 2007 Rosenne recibió el Distinguished Onassis Scholar Award de la Rhodes Oceans Academy en Grecia.

## Obras publicadas

### Libros
- Ensayos sobre derecho internacional y práctica, Shabtai Rosenne, Martinus Nijhoff Publishers, 2007,ISBN 90-04-15536-8
- Interpretación, revisión y otros recursos de sentencias y laudos internacionales, Shabtai Rosenne, Martinus Nijhoff Publishers, 2007,ISBN 90-04-15727-1
- El derecho y la práctica de la Corte Internacional, 1920–2005: La Corte y las Naciones Unidas, Shabtai Rosenne, Yaėl Ronen, Martinus Nijhoff Publishers, 2006,ISBN 90-04-15019-6
- Medidas Provisionales en Derecho Internacional: la Corte Internacional de Justicia y el Tribunal Internacional del Derecho del Mar, Shabtai Rosenne, Oxford University Press, 2005,ISBN 0-19-926806-1
- The Perplexities of Modern International Law, Shabtai Rosenne, Academia de Derecho Internacional de La Haya, Martinus Nijhoff Publishers, 2004,ISBN 90-04-13692-4
- The World Court: What is and how it Works, Shabtai Rosenne, Terry D. Gill, Erik Jaap Molenaar, Alex G. Oude Elferink, 6.ª edición, Publicaciones de las Naciones Unidas, 2003,ISBN 90-04-13816-1
- Convención de las Naciones Unidas sobre el Derecho del Mar, 1982: comentario, Myron H. Nordquist, Satya N. Nandan, Shabtai Rosenne, Michael W. Lodge, Martinus Nijhoff Publishers, 2002,ISBN 90-411-1981-7
- El desarrollo del régimen para la minería en los fondos marinos, Satya N. Nandan, Michael W. Lodge, Shabtai Rosenne, Kluwer Law, 2002,ISBN 978-976-610-503-7
- The Hague Peace Conferences of 1899 and 1907 and International Arbitration: Reports and Documents, Shabtai Rosenne, Corte Permanente de Arbitraje, Cambridge University Press, 2001,ISBN 90-6704-134-3
- El derecho y la práctica de la Corte Internacional, 1920–1996: Jurisdicción, Shabtai Rosenne, Martinus Nijhoff Publishers, 1997,ISBN 90-411-0264-7
- Intervención en la Corte Internacional de Justicia, Shabtai Rosenne, Martinus Nijhoff Publishers, 1993,ISBN 0-7923-2109-X
- Miscelánea de derecho internacional, Shabtai Rosenne, Martinus Nijhoff Publishers, 1993,ISBN 0-7923-1742-4
- Proyecto de artículos sobre la responsabilidad del Estado de la Comisión de Derecho Internacional: Parte 1, Artículos 1 a 35, Shabtai Rosenne, Comisión de Derecho Internacional de las Naciones Unidas, Martinus Nijhoff Publishers, 1991,ISBN 0-7923-1179-5

### Artículos
- "Directrices para la nueva práctica de la Corte Internacional de Justicia", Shabtai Rosenne, 8 The Law and Practice of International Courts and Tribunals 171, 2009
- "La Corte Internacional y las Naciones Unidas: Reflexiones sobre el período 1946-1954", Shabtai Rosenne, Organización Internacional 244, 2009
- "Travaux Préparatoires", Shabtai Rosenne, 12 International and Comparative Law Quarterly 1378, 2008
- "Cuando una cláusula final no es una cláusula final", Shabtai Rosenne, 98 The American Journal of International Law 546, 2004
- "Los tres elementos centrales del derecho internacional moderno", 17 Hague Yearbook of International Law 3, 2004
- "La Corte Internacional de Justicia: Revisión de los artículos 79 y 80 del Reglamento de la Corte", Shabtai Rosenne, 14 Leiden Journal of International Law 77, 2001
- "El Tribunal Internacional del Derecho del Mar: Revisión de 1999", Shabtai Rosenne, 15 The International Journal of Marine and Coastal Law 443, 2000
- "Tribunal Internacional del Derecho del Mar: Revisión de 1998", Shabtai Rosenne, 14 The International Journal of Marine and Coastal Law 453, 1999
- "Tribunal Internacional del Derecho del Mar: Revisión de 1996–97", Shabtai Rosenne, 13 The International Journal of Marine and Coastal Law 487, 1998
- "Responsabilidad del Estado y Crímenes Internacionales: Reflexiones Adicionales sobre el Artículo 19 del Proyecto de Artículos sobre Responsabilidad del Estado", Shabtai Rosenne, 30 NYU Journal of International Law & Policy 145, 1997–98
- "Geografía en la creación de fronteras marítimas internacionales", Shabtai Rosenne, 15 Political Geography 319, 1996
- "Establecimiento del Tribunal Internacional del Derecho del Mar", Shabtai Rosenne, 89 American Journal of International Law 806, 1995
- "La Convención de las Naciones Unidas sobre el Derecho del Mar", Shabtai Rosenne, 29 Israel Law Review 491, 1995
- "El caso Qatar/Bahrein ¿Qué es un tratado? Un Acuerdo Marco y el Recurso ante el Tribunal de Justicia", Shabtai Rosenne, 8 Leiden Journal of International Law 161, 1995